# جرش
جرش (به یونانی: Γέρασα یا Gérasa) شهری باستانی در شمال اردن است. این شهر مرکز اداری استان جرش است و حدود ۵۰،۷۴۵ نفر جمعیت دارد. شهر جرش در ۴۸ کیلومتری شمال پایتخت اردن یعنی امان واقع است.
نخستین شواهد مربوط به سکونت انسان‌ها در جرش در محوطه‌ای نوسنگی به نام «تل ابو سوان» به دست آمده است. در این محوطه، بقایای انسانی کمیابی که به حدود ۷۵۰۰ سال قبل از میلاد باز می‌گردد یافت شده است. جرش در دوران قدرت یونانی‌ها و رومی‌ها شکوفا شد و رونق آن تا اواسط سده ۸ (میلادی) ادامه داشت تا آنکه زلزلهٔ ویرانگری موسوم به «زلزلهٔ گالیله ۷۴۹» بخش اعظم شهر را ویران کرد و چندین زلزله پس از آن نیز در تخریب بیش از پیش جرش موثر بود.
در سال ۱۱۲۰ میلادی، فردی به نام «ظاهرالدين طغتكين» (اتابک دمشق) به پادگانی متشکل از چهل نفر دستور داد تا در مکانی ناشناخته از خرابه‌های این شهر باستانی، قلعه‌ای بسازند که احتمالاً مرتفع‌ترین نقطه در دیوارهای شهر واقع در تپه‌های شمال شرقی است. جرش در سال ۱۱۲۱ توسط بالدوین دوم اورشلیم تصرف و به کلی ویران شد. رزمندگان جنگ‌های صلیبی فوراً جرش را رها و به ساکب عقب‌نشینی کردند.
جرش تا آغاز حکمرانی امپراتوری عثمانی در اوایل سده ۱۶ میلادی، رهاشده و تقریباً خالی از سکنه بود. طبق سرشماری سال ۱۵۹۶ میلادی، تنها ۱۲ خانوار مسلمان در این شهر سکونت داشتند. اما باستان‌شناسان یک دهکدهٔ کوچک مملوک را در بخش شمال غربی شهر یافته‌اند که نشان می‌دهد جرش قبل از دورهٔ عثمانی هم ساکنانی داشته است. حفاری‌های انجام‌شده از سال ۲۰۱۱ به بعد، تاریخ این شهر در قرون وسطی را کمی روشن‌تر کرده و کشفیات اخیر نیز خبر از تجمیع عظیم سازه‌ها و سفالی‌جات مربوط به دوران اسلامی و مملوک می‌دهد. تاریخ این شهر باستانی با مجموعه‌ای از حفاری‌ها که از سال ۱۹۲۵ آغاز شده و تا کنون ادامه دارد، به تدریج آشکار شده است.
نام شهر جرش در بسیاری از کتب مؤرخین عرب آمده‌است. آثار زیادی از دوران تسلط امپراتوری روم بر این منطقه در جرش باقیی مانده که بسیار شگفت‌انگیز است.

## نام
نام جرش را به جرش بن عبدالله بن عُلیم بن جناب بن کنانه بن بکر بن وبره نسبت داده‌اند. شهر باستانی جرش در سمت مشرق کوه (السواد) و در سرزمین بلقان و حوران در روی تپهٔ بلندی واقع شده‌است. این شهر در روزگار خلافت خلیفهٔ دوم عمر بن الخطاب توسط شرحبیل پسر حسنه تسخیر شده‌است.

## نگارخانه

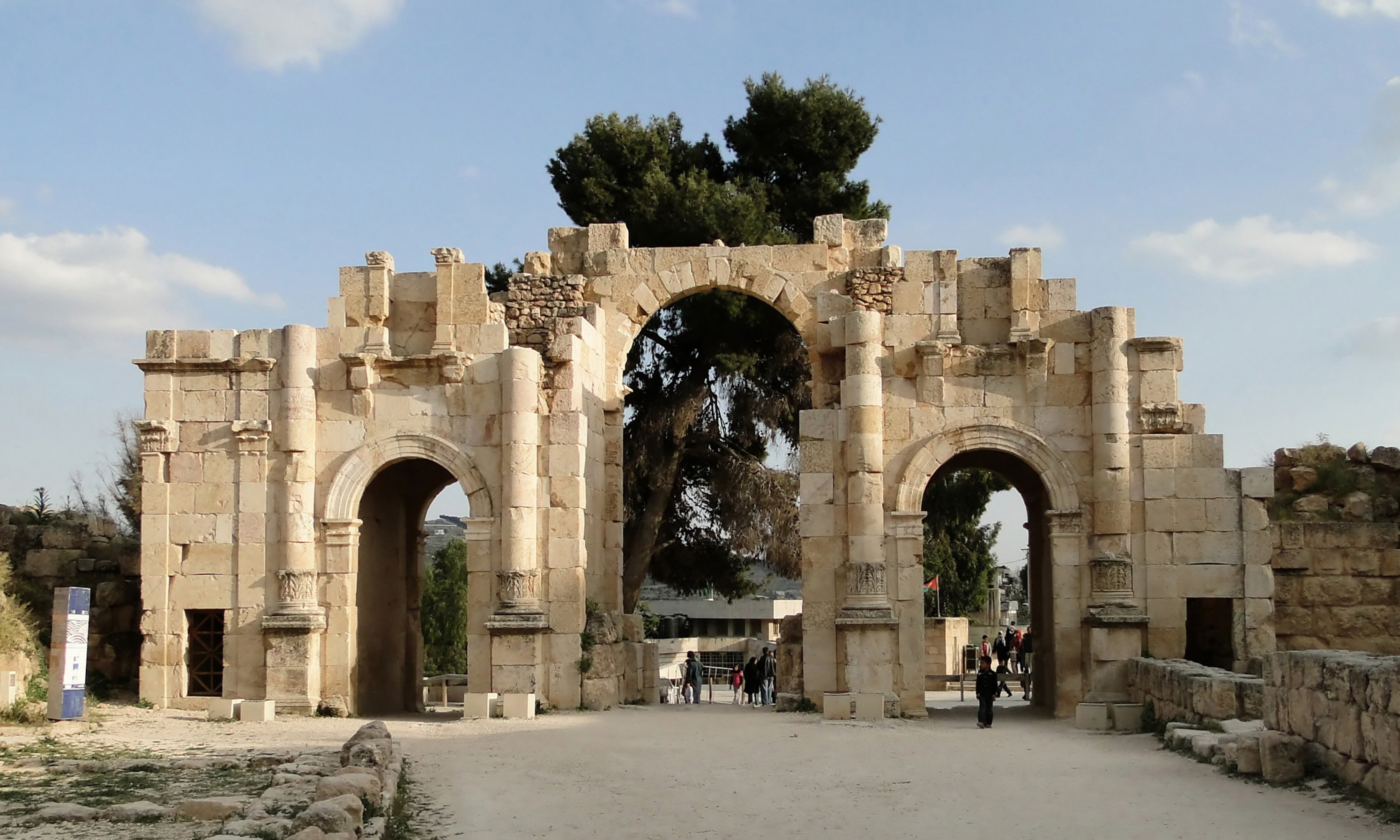
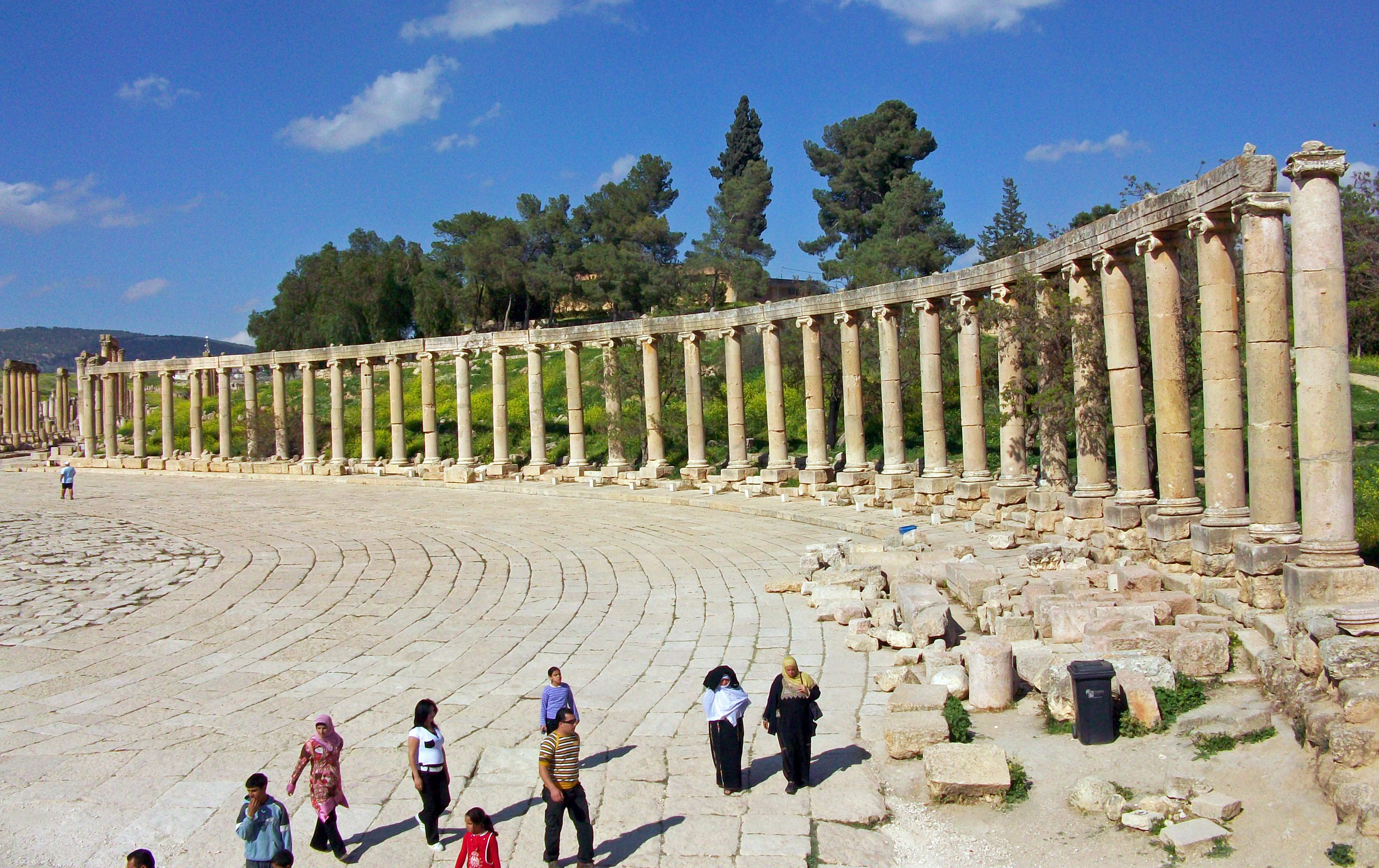
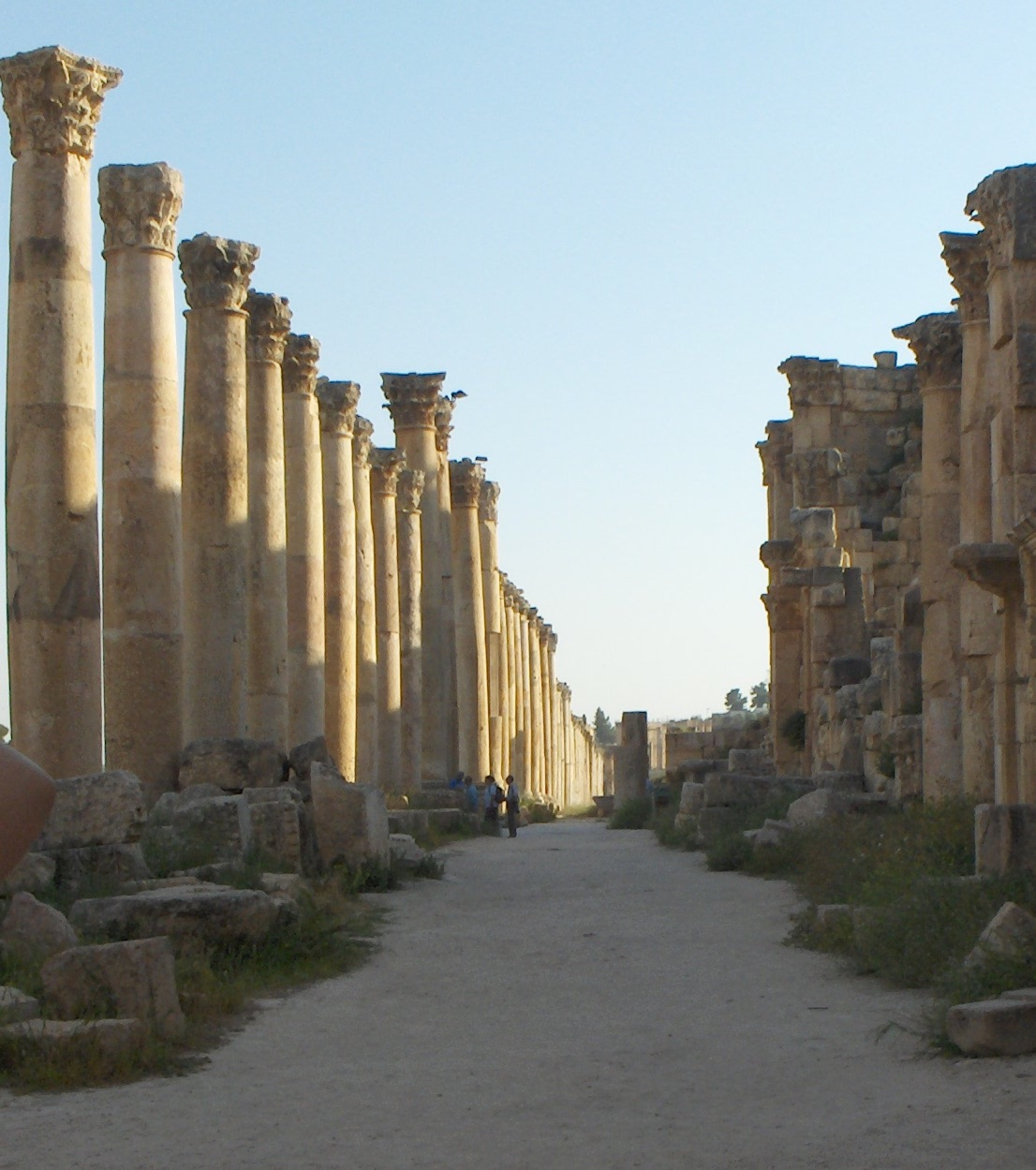
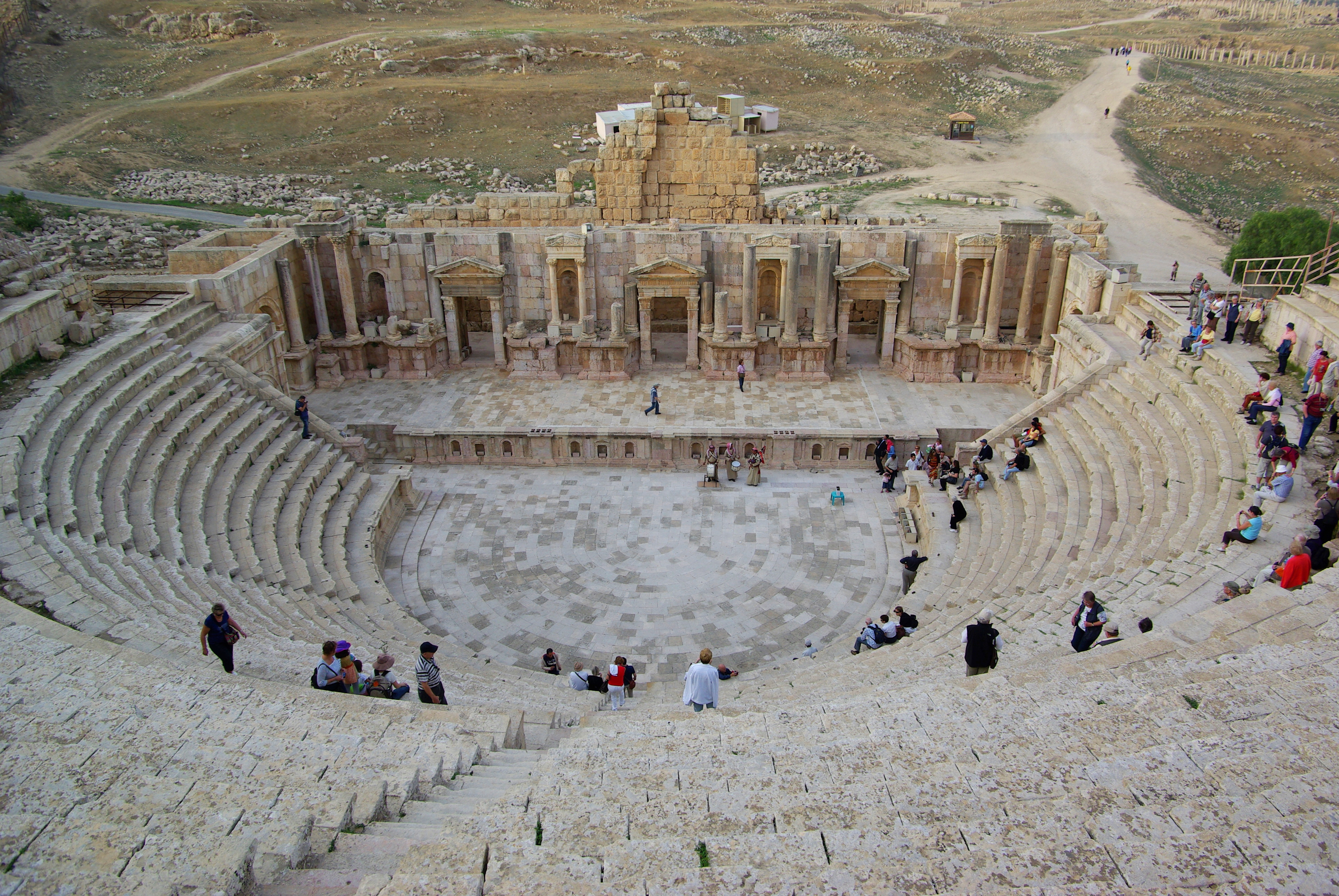
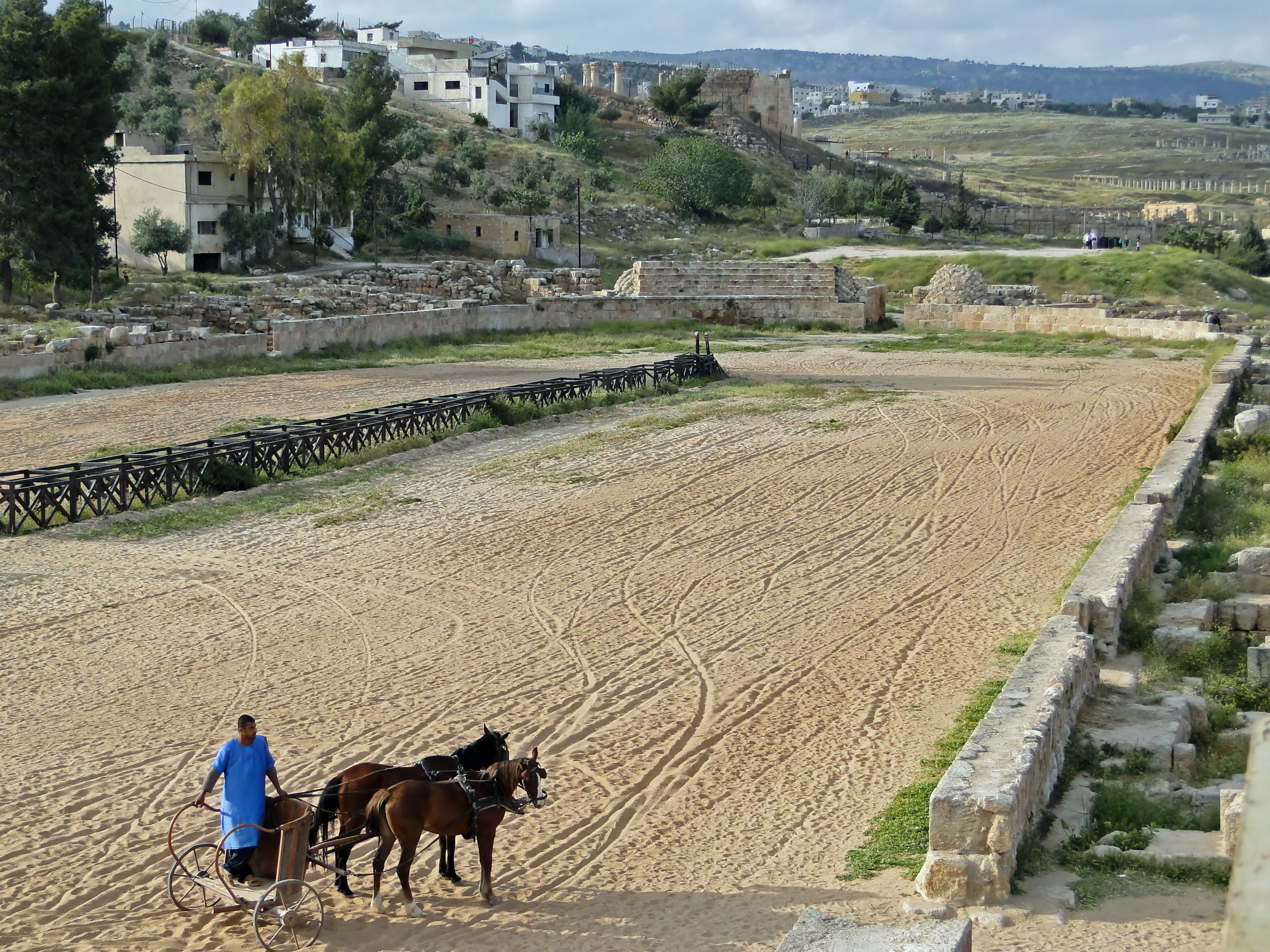
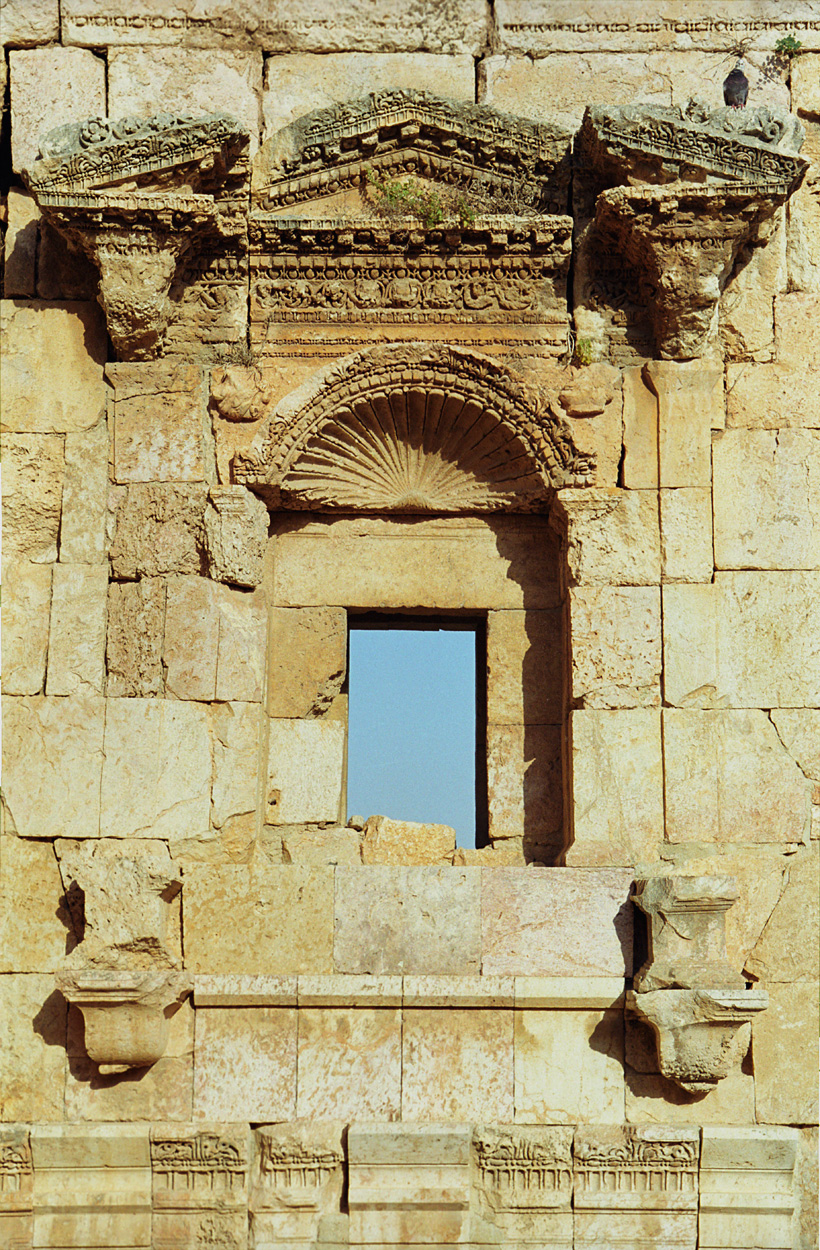
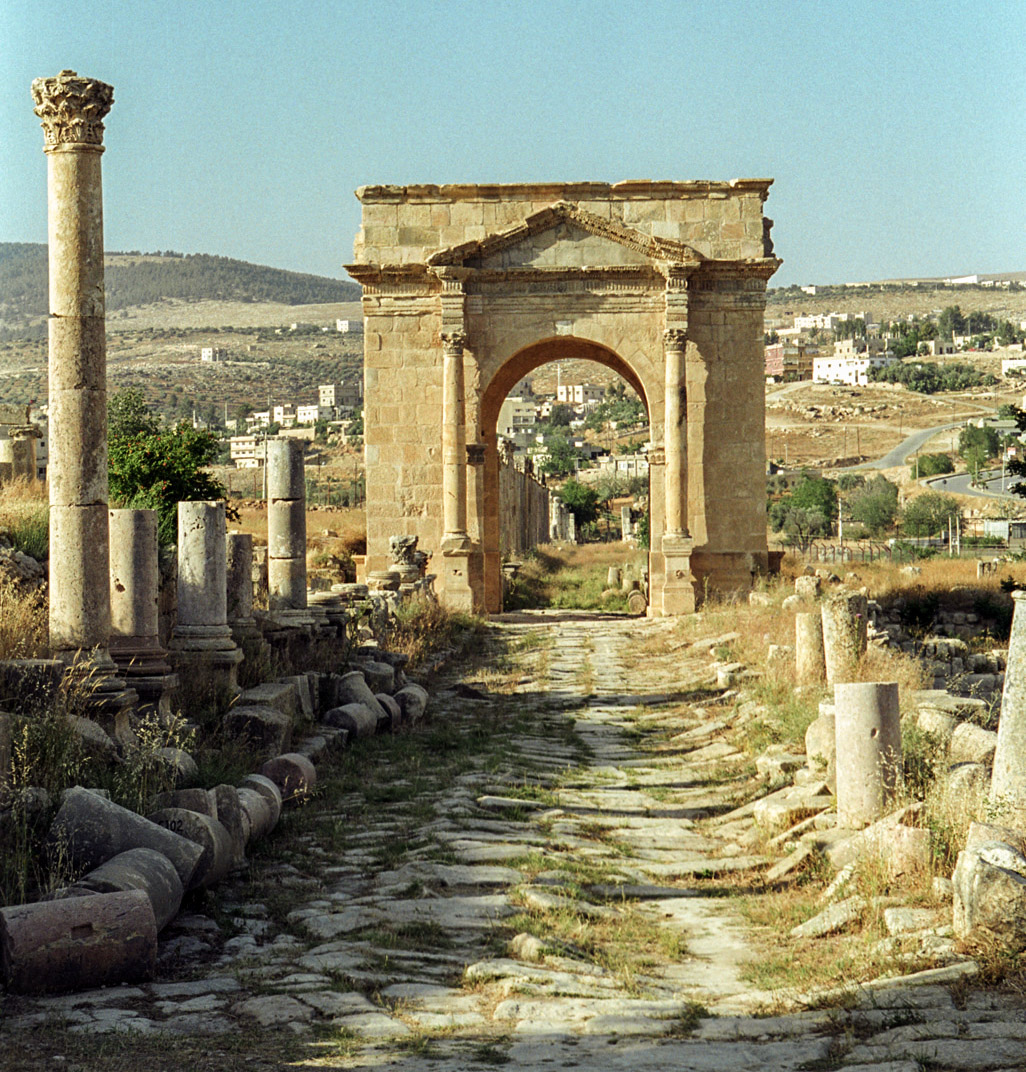
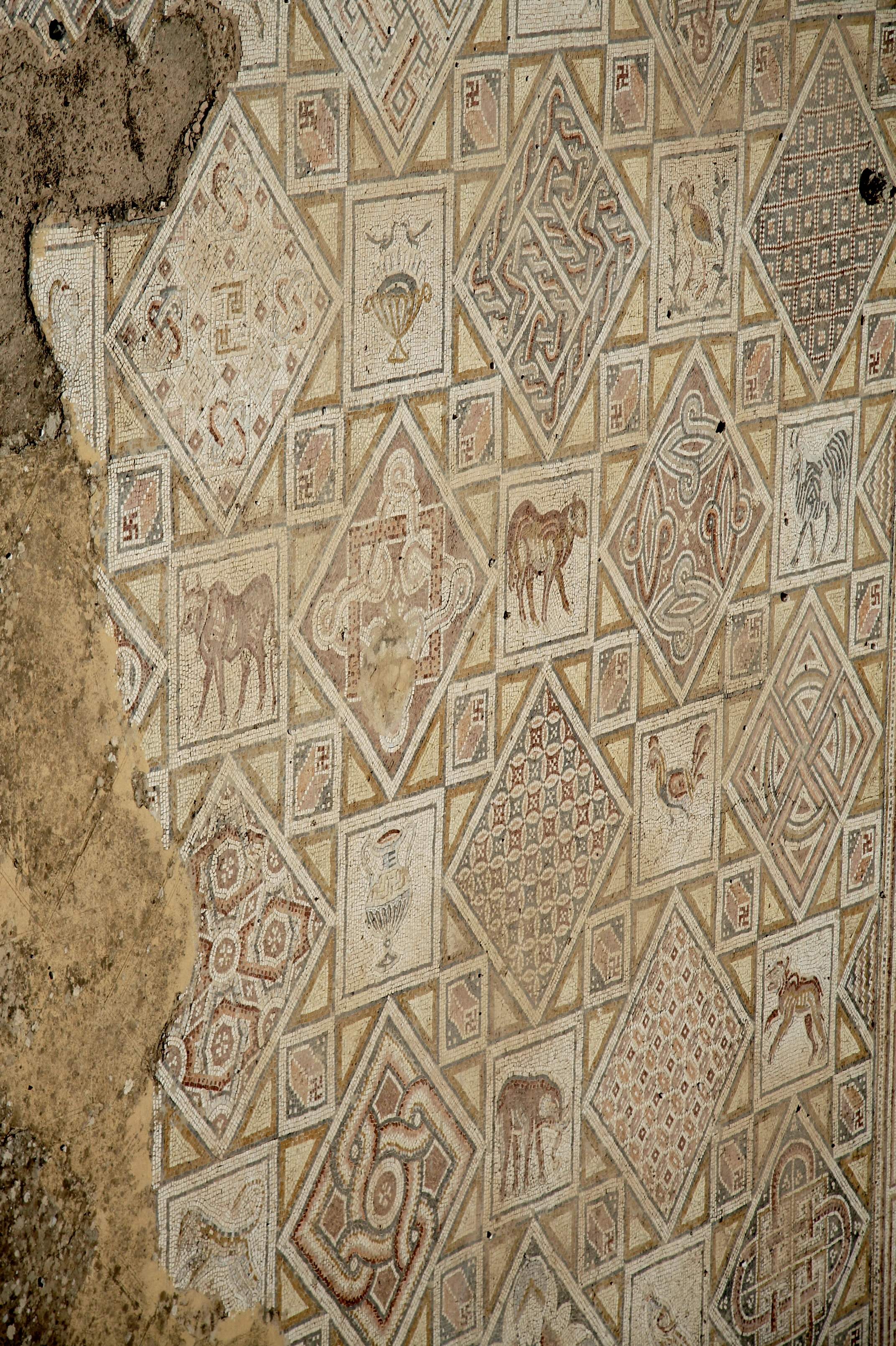